# 張鴻昌
張鴻昌（英語：Homer Cheung Hung-Cheong，1954年—），香港前男演員，1970至2000年代起，曾在無綫電視、麗的電視（即後來的亞洲電視）及佳藝電視前男藝人；1975年出道，至2003年息影，現今定居於澳洲堪培拉。

## 生平
張鴻昌出生於香港，原籍貫於廣東省東莞市，他早年於九龍黃大仙東頭邨23座長大及生活，至1970年代於佳藝電視出道，開始於劇集中演出配角。1978年佳視倒閉後，翌年後開始成為麗的電視藝員之一，曾演出大量綠葉角色。1989年初轉至無綫電視，其後一直在無綫電視工作至2003年後淡出，現時至今居住於澳洲堪培拉。其最擅長于演繹反派角色。八字胡是其最顯眼的標誌。

## 電視劇

### 佳藝電視
- 1976年：隋唐風雲 飾 常何
- 1976年：武則天 飾 李弘
- 1976年：精武門 飾 霍元甲兄
- 1976年：射鵰英雄傳 飾 陸冠英
- 1976年：神雕俠侶 飾 陸冠英
- 1977年：碧血劍 飾 梅劍和
- 1977年：紅樓夢 飾 柳湘蓮
- 1978年：雪山飛狐 飾 王劍英
- 1978年：流星蝴蝶劍 飾 文虎

### 麗的電視/亞洲電視
- 1979年：天龍訣 飾 雪漫天
- 1979年：怒劍鳴 飾 金龍
- 1980年：湖海爭霸錄 飾 日　使
- 1980年：彩雲深處 飾 Sam
- 1981年：少年黃飛鴻 飾 三木武夫
- 1981年：浴血太平山 飾 大隻榮
- 1987年：滿清十三皇朝 飾 索額圖
- 1988年：賽金花 飾 汪芝房
- 1989年：天堂夢 飾 大雞
- 1989年：皇家檔案之永不放棄 飾 老譚

### 无線電視
- 1990年：午夜太陽 飾 霍鎮偉
- 1990年：蜀山奇俠 飾 俞德
- 1990年: 劍魔獨孤求敗 飾 胡大成
- 1991年：今生無悔 飾 阿龍
- 1991年：怒劍嘯狂沙 飾
- 1992年：大時代 飾 Frankie（陳滔滔助手）
- 1992年：風之刀 飾 兀　朮
- 1993年：武尊少林 飾 曹 標
- 1994年：烈火狂奔 飾 葉燦標
- 1995年: 神鵰俠侶 飾 尹克西
- 1995年－1996年：刑事偵緝檔案II 飾 趙創基（檔案四：豪門綁架）（趙德海及趙老太之次子）
- 1996年：廉政行動1996 飾 何士標（別名：瘋標）（檔案一：飛越關卡）
- 1996年：笑傲江湖 飾 天松道人
- 1997年：壹號皇庭V 飾 孫海基
- 1997年：天龙八部 飾 司空玄
- 1997年：皇家反千組 飾 李祥興
- 1997年：大刺客之魚腸劍、呂四娘 飾 季夷、胤礽
- 1997年：孝感動天之目蓮救母 飾 姚仁廣
- 1997年：保護證人組 飾 洪寶駒
- 1998年：鹿鼎記 飾 許雪亭
- 1998年：陀槍師姐 飾 何志駒（王慰心手下）
- 1998年：西遊記(貳) 飾 李建成
- 1999年：雪山飛狐 飾 聶如風
- 2000年：倚天屠龍記 飾 圓業
- 2000年：金裝四大才子 飾 九爺
- 2000年：陀槍師姐II 飾 陳建安
- 2000年：碧血劍 飾 蒙長老
- 2001年：陀槍師姐III 飾 榮兆祖（Joe）
- 2002年：洛神 飾 　禁(第11,19,22,26-27集)
- 2002年：烈火雄心II 飾 船長(第1-2集)

## 電影
- 1979年：豪俠（導演：吳宇森）
- 1981年：胡越的故事（導演：許鞍華）